# Зейналов, Эйваз Махмуд оглы
Эйва́з Махму́д оглы Зейна́лов (азерб. Zeynalov Eyvaz Mahmud oğlu; род. 18 января 1950, Гияслы, Азербайджанская ССР) — советский, азербайджанский писатель.

## Биография
В 1973 году закончил филологический факультет Азербайджанского педагогического института. Работал учителем.
В 70-е годы жил и работал в г. Волжск, Запорожье, Донецке и писал рассказы, печатался в местных газетах. В 1980—1991 — учитель в селе Агдамского района.
Член Союза писателей Азербайджана (с 2002), Союза писателей Евразии, Союза писателей Национальной Академии Грузии.

## Творчество
Первый рассказ «Приведи в форму» вышел в районной газете «Ленинский путь» ещё в 9 классе. Первая книга («Бесцветные сны» — повести, рассказы) была издана в 1990 году в издательстве «Язычы» («Писатель»).
Затем последовали книги «Bahalı şokolad qutusu» («Дорогая шоколадная коробка», 1999), «Qırmızı almalar» («Красные яблоки», детские рассказы, 2007), «Qarabağ hekayələri» («Карабахские рассказы», 2006, 2009), «Hekayələr» («Рассказы», 2007), «Qış günəşi» («Зимнее солнце», повести и рассказы, 2008), «Bələdçi» 2013 (два романа: «Проводник» и «Месть»), в 2014 году роман «Ловушка», в 2015 году романы «Предначертание», «Брошенные камни».
В 2010 году в Тбилиси опубликована книга «Детские рассказы и сказки» на грузинском и азербайджанском языках, в 2011 в Анкаре — «Карабахские рассказы» на турецком языке; в 2012 году в «Антологии современной азербайджанской прозы» (США) на английском языке изданы 4 рассказа.
В Германии на немецком языке изданы романы «Проводник» (2015) и «Предначертание» (2016), в 2015 году в Стамбуле — книга рассказов «Старый велосипед».

### Избранные публикации
- «Бесцветный сон» (сборник повестей и рассказов)- 1990
- «Дорогой шоколодной коробки» (сборник рассказов)- 1999
- «Красные яблоки» (детские рассказы)- 2007
- «Зимнее солнце» (повестей и рассказов)- 2008
- «Карабахские рассказы»- 2009
- Zeynalov E. M. Qarabağ hekayələri (= Карабахские истории) / red. B. O. Qurbanov. — Bakı: Şirvannəşr, 2009. — 176 s. (азерб.)
- Зеjналов Е. М. Рэнксиз jуху : [повест вэ hекаjэлэр] (= Бесцветные сны). — Бакы : Jазычы, 1990. — 136 с. — (Муэллифин илк китабы) (азерб.)
  - Зейналов Э. М. Бесцветные сны : Повесть и рассказы / [Худож. С. Эйнуллаев]. — Баку : Язычы, 1991. — 136 с. — (Первая книга автора) — ISBN 5-560-00715-3
- «Детские рассказы и сказки» (на азербайджанском и грузинском языке)- 2010
- «Карабахские рассказы» (на турецком языке)- 2011
- «Проводник» (2 романа: «Проводник» и «Месть»)- 2013/2014
- «Ловушка» (роман) — 2014
- «Предначертание» (роман)- 2015
- «Брошенные камни» (роман)- 2015
- «Старый велосипед» (рассказы, на турецком языке)- 2015
- «Предначертание» (роман, на немецком языке) — 2016

Книги переводились на русский, турецкий, английский, грузинский, немецкий, киргизский, татарский и другие языки. В учебниках («Азербайджанский язык и литература») средней школы обучаются рассказы..

## Награды и признание
- Лауреат конкурса Международной Золотой премии в номинации «Лучший патриотический писатель» («Европейский издательский дом прессы», 2007)
- один из победителей Международного конкурса рассказов имени Махмуда Кашгари (2008)
- победитель конкурса рассказов радио «Свобода» (2010)[2].